# Henryk Konopacki
Henryk Konopacki (ur. 25 stycznia 1925 we Wronkach, zm. 15 lipca 2007 w Warszawie) – polski inżynier chemik i polityk, w latach 1976–1980 minister przemysłu chemicznego.

## Życiorys
Syn Piotra i Józefy. W 1951 ukończył studia na Uniwersytecie Poznańskim. Po ukończeniu studiów do 1956 był kierownikiem wydziału i głównym inżynierem w Zakładach Chemicznych „Pionki”, a następnie do 1966 naczelnym inżynierem i dyrektorem Zjednoczenia Przemysłu Organicznego i Tworzyw Sztucznych „Erg”.
W 1954 wstąpił do Polskiej Zjednoczonej Partii Robotniczej. W 1966 został podsekretarzem stanu w Ministerstwie Przemysłu Chemicznego, a w latach 1976–1980 minister tego resortu w rządzie Piotra Jaroszewicza i Edwarda Babiucha. Od 1980 do 1984 zastępca stałego przedstawiciela Polski w Radzie Wzajemnej Pomocy Gospodarczej w Moskwie.
Pochowany na Cmentarzu Wojskowym na Powązkach (kwatera A35-2-1).
Otrzymał m.in. Krzyż Komandorski Orderu Odrodzenia Polski (1969), Srebrny Krzyż Zasługi (1955) oraz Medal 10-lecia Polski Ludowej (1955).